# Ernest Simons
Ernest-Charles-Damien Simons, més conegut com a Ernest Simons, (Diekirch, 17 de gener de 1835 - Metz, 11 d'abril de 1873) va ser un jurista i polític luxemburguès.
Al govern Tornaco, va ser nomenat ministre d'Interior i Justícia entre 1864 i 1866 i del 26 de gener al 3 de desembre de 1866 ministre de Finances. Va ser membre a la Cambra de Diputats de Luxemburg pel cantó de Luxemburg de 1869 a 1872.